# 카르보네미스
카르보네미스(Carbonemys)는 신생대 팔레오세 중기 지금의 콜롬비아에서 살았던 민물거북이다. 속명의 뜻은 석탄 광산에서 발견되어 '석탄 거북'을 의미한다.

## 특징
카르보네미스의 화석은 2005년 에드윈 카데나라는 이름의 노스캐롤라이나 주립 대학교 박사과정 학생이 세레혼(Cerrejón) 탄광에서 발견했다. 발견 당시 턱의 모양을 통해 어류 양서류, 작은 악어 등을 비롯한 파충류, 그리고 단단한 껍질을 지닌 동물 또는 과일을 먹었을 것으로 추정된다.